# Mark Webb
Mark Webb (també anomenat Webby) és un rider professional de BMX d'origen anglès. Mark va néixer el 14 d'abril de 1986 a Gran Bretanya, i actualment resideix a Southsea en aquest mateix país. Amb 26 anys té una alçada de 5,6" i un pes de 148 lbs (mesures anglosaxones).
El 1998 Mark Webb va participar per primera vegada en una competició de BMX, com a participant. Sis anys més tard, el 2004, va iniciar-se en les competicions com a competidor oficial. Lamentablement l'any 2006 fent un frontflip se li va escapar la bici i aquesta li va caure a sobre provocant-li diversos trencaments als ossos de l'esquena aquesta lesió el va deixar molt de temps sense poder competir, però, finalment l'any 2007, i després d'una llarga recuperació va poder tornar a competir oficialment com a rider
Mark aconsegueix trucs molt complexos, mitjançant uns moviments molt tècnics, desenvolupats i difícils. Webbie és increïblement fort en un ambient de mini-rampa, i de park. És molt conegut per la gran quantitat de trucs complexos que aconsegueix, com el 360 decade, o el gran nombre de rotacions que desenvolupa, com el 900 al quarter-pipe o el 720 turndown o tailwhip. Un altre aspecte a destacar de Mark és la resistència i la força que té a l'hora de realitzar trucs de molt equilibri, com els tail-taps i els nombrosos grinds, com l'icepick.